# Framing Armageddon (Something Wicked Part I)
Framing Armageddon (Something Wicked Part I) è un album della thrash metal band Iced Earth.

## Il disco
La band, in questo cd, mantiene le classiche ritmiche potenti thrash-power ma aggiunge, soprattutto nei chorus, uno stile epic alla Blind Guardian (anche attraverso l'uso dei cori). I testi si basano principalmente sulla "Something Wicked Storyline" scritta da Jon Schaffer. Il disco è composto da 19 tracce, con una lunghezza media di 3 minuti e mezzo (si va da un minimo di 1 minuto ad un massimo di 9 minuti e 18 secondi) e risulta quindi un po' spezzettato.
L'album è stato particolarmente apprezzato dalla maggior parte dei siti internet e riviste italiane e straniere seppur vi siano sparute critiche da siti non professionisti.
Le canzoni migliori dell'album sono Setian Massacre e Ten Thousand Strong, entrambe riprese nel tour 2008/2009.
A testimonianza del patriottismo del gruppo, l'album è stato pubblicato l'11 settembre 2007 proprio in memoria di quanto accaduto quell'infausto giorno di sei anni prima.

## Storia
Framing Armageddon (Something Wicked Part 1) narra la storia dei Setians, gli originari abitanti della Terra, nonché discendenti diretti del Grande Architetto ("Great Architect").
Si narra che questi abbiano il dono dell'onniscienza. Gli umani, sviluppati dal punto di vista dei viaggi spaziali, invadono la terra nel tentativo di ottenere il potere e la conoscenza definitivi ("ultimate power and ultimate knowledge"), uccidendo tutti i Setians tranne diecimila che riescono a fuggire.
I sopravvissuti vanno a rifugiarsi su una montagna ad Est. L'Alto Concilio dei Setian, che consta di 12 anziani e del Sommo Sacerdote, trama un piano per ottenere vendetta sulla razza invasore.
Essi pianificano una sorta di lavaggio del cervello a tutti gli esseri umani ("The Clouding"), in modo che si dimenticassero le loro origini. Quindi, iniziano a manipolare la storia dell'uomo creando le religioni (Cristianesimo, Islam, Ebraismo), per favorire le divisioni tra gli umani.
I Setian aspettano, nascosti tra gli esseri umani, il momento della nascita del loro vendicatore, Set Abominae, che gli umani vedranno come l'Anticristo. La sua nascita avverrà dopo 10.000 anni dallo sterminio della propria razza (un anno per ogni Setian sopravvissuto).
Il disco si chiude proprio con la nascita di Set Abominae, definito il "bambino malvagio" ("The Wicked Child"). La storia prosegue nel disco successivo: The Crucible of Man (Something Wicked Part II)

## Tracce
1. Overture – 2:24
2. Something Wicked (Part 1) – 5:02
3. Invasion – 1:00
4. Motivation Of Man – 1:34
5. Setian Massacre – 3:48
6. A Charge To Keep – 4:24
7. Reflections – 1:50
8. Ten Thousand Strong – 3:56
9. Execution – 3:27
10. Order of the Rose – 4:51
11. Cataclysm – 1:30
12. The Clouding – 9:18
13. Infiltrate and Assimilate – 3:48
14. Retribution Through the Ages – 4:32
15. Something Wicked (Part 2 – 2:59
16. The Domino Decree – 6:36
17. Framing Armageddon – 3:40
18. When Stars Collide (Born Is He) – 4:17
19. The Awakening – 2:01

## Formazione
- Jon Schaffer - chitarra ritmica, solista, in pulito e acustica, basso
- Tim Owens - voce solista
- Brent Smedley - batteria
- Troy Seele - Assoli di chitarra nei brani 5-6-10-12-14-17
- Dennis Hayes - basso nel brano 7 e basso fretless nell'intro del brano 12
- Jim Morris - Backing vocals e chitarra solista nell'intro del brano 16
- Tim Mills - chitarra in pulito nel brano 7
- Howard Helm - Hammond B3, tastiere, Backing Vocals
- Todd Plant - Backing vocals
- Patina Ripkey - Backing vocals
- Debbie Harrel - Backing vocals
- Kathy Helm - Backing vocals
- Jason Blackerby - Backing vocals
- Steve Rogowsky - Cello

## Formazione del tour
- Jon Schaffer - Chitarre, Backing vocals
- Matt Barlow - Voce solista
- Brent Smedley - Batteria
- Dennis Hayes - Basso
- Troy Seele - Chitarra solista